# General Juan José Ríos (Zacatecas)
La Ciénega de San Francisco o General Juan José Ríos es un poblado en el municipio de Juan Aldama, Zacatecas, México. La principal actividad económica es la agricultura, seguida de la ganadería. Tiene una población de 1,160 habitantes según el censo del 2010. Su distancia a la cabecera municipal es de 3 kilómetros. Aquí nació el militar político mexicano, el General Juan José Ríos.